# Yafa Yarkoni
Yafa Yarkoni (24 de diciembre de 1925 - 1 de enero de 2012) fue una cantante israelí, conocida como la "Cantante de Guerra", debido a sus frecuentes apariciones enfrente de las Fuerzas de Defensa de Israel, especialmente durante las guerras de Israel. Era de una familia judía proveniente del Cáucaso.

## Biografía

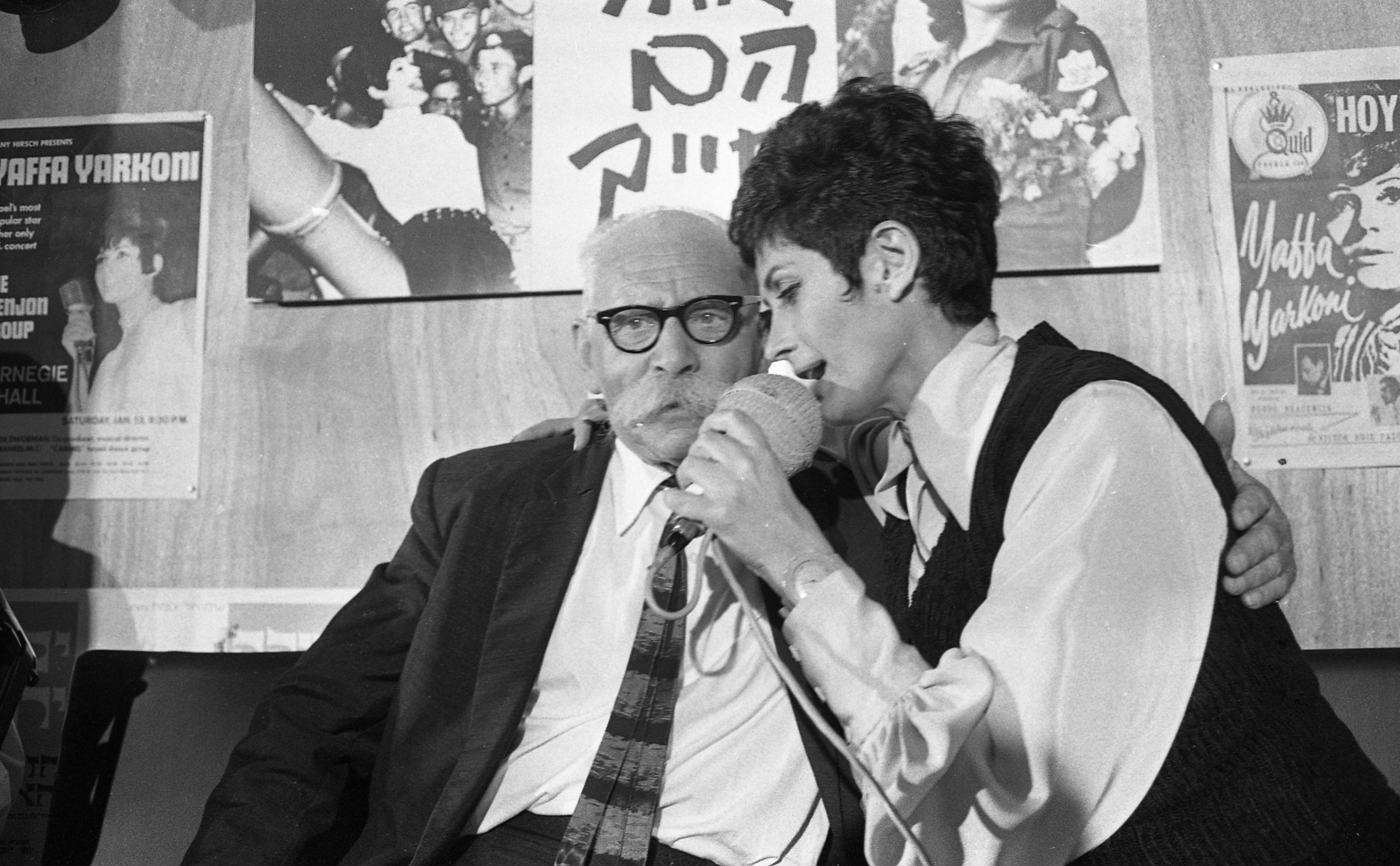
Yarkoni, 1969

Yarkoni nació como Yafa Abramov en Giv'at Rambam de una familia judía que emigró del Cáucaso. Cuando tenía 10 años, aprendió ballet.
Durante 1940, su madre tenía una cafetería en Givat Rambam, donde Yafa, con su hermana Tikva y su hermano Binyamin, formaron un grupo de entretenimiento y cantaban canciones con piano. El 21 de septiembre de 1944, se casó con Joseph Gustin, un voluntario de la Brigada Judía, y enviudó cuando Gustin fue matado en una batalla en el Río Senio en 1945.
La mayoría de sus canciones fueron escritas por Tuli Reviv y Haim Hefer. Yarkoni también hizo algunas de las canciones de Naomi Shemer.
Los medios la caracterizaron como la Cantante de Guerra, debido a sus actuaciones durante guerras enfrente de soldados. 
En 2000, fue diagnosticada con Enfermedad de Alzheimer. De acuerdo a su hija, su condición se agravó en 2007.

## Premios
En 1998, fue premiada con el Premio Israel. 

## Muerte
El 1 de enero de 2012, murió en Reut Medical Center en Tel Aviv. Sufría de Alzheimer en los años anteriores a su muerte. Será enterrada en el Cementerio Kiryat Shaul en Tel Aviv, junto a su difunto marido.

### Artículos
- «When is a premiere not a premiere?». Archivado desde el original el 11 de enero de 2012. Consultado el 27 de agosto de 2011.
- «Yaffa Yarkoni». Jewish Women's Archive. Consultado el 27 de agosto de 2011.
- Benyovich, Guy (20 de junio de 1995). «The Number One Israeli: Yitzhak Rabin». Ynet. Consultado el 10 de julio de 2011.